# Wolf Becher
Wolf Becher (geboren 6. Mai 1862 in Filehne, Preußen; gestorben 29. April 1906 in Berlin-Schlachtensee) war ein deutscher Internist und Tuberkuloseforscher.

## Leben
Wolf Becher besuchte das Gymnasium in Filehne und studierte ab 1882 Medizin in Berlin. Er wurde mit einer Dissertation über die Walderholungsstätte vom Roten Kreuz in Schönholz promoviert. Becher war von 1889 bis 1892 Assistent an der Litten'schen Poliklinik (Moritz Litten) für innere Krankheiten und arbeitete ab 1893 in seiner Privatpraxis. Becher forschte zur Cholera und zu den Möglichkeiten der neuartigen Röntgentechnik.
Mit Rudolph Lennhoff veröffentlichte er 1899 eine Studie über die Wohnbedingungen tuberkulöser Arbeiter und entwickelte die Idee der Walderholungsstätten, in denen Kinder und Erwachsene die Möglichkeit zur Tuberkuloseprophylaxe gegeben werden sollte. Beide trugen diesen Vorschlag auf dem Tuberkulosekongress 1899 vor. 

## Schriften (Auswahl)
- Robert Koch, eine biographische Studie. Berlin, 1890
- Rudolf Virchow, eine biographische Studie. Berlin, 1891
- Arbeiten über Choleraverschleppung, in: Deutsche Medizinische Wochenschrift, 1892
- Cholera und Binnenschiffahrt, in: Deutsche Medizinische Wochenschrift, 1893
- das Litten'sche Zwerchfellphänomen, in: Deutsche Medizinische Wochenschrift, 1893
- Experimentelles über Anwendung des Röntgenverfahrens in der Medizin, in: Deutsche Medizinische Wochenschrift, 1896
- betr. Nachweis von Hohlorganen der Niere und Kombination von Esmarch'scher Blutleere mit Röntgendurchleuchtung
- über Herzempfindungen, in: Deutsche Medizinische Wochenschrift, 1896
- mit Rudolph Lennhoff: über Körperform u. Lage der Nieren, in: Deutsche Medizinische Wochenschrift, 1898
- mit Rudolph Lennhoff: über Erholungsstätten für Lungenkranke, in: Tageblatt des Tuberkulose-Kongresses 1899